# L'Évolution créatrice

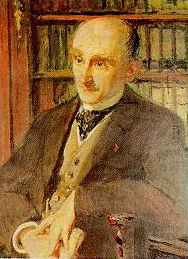
Henri Bergson, schilderij van J.E. Blanche, 1891

L'Évolution créatrice (De scheppende evolutie) is een boek van de Franse filosoof Henri Bergson dat in 1907 werd gepubliceerd. De theorie die hij hierin voorstelt biedt een alternatieve verklaring voor Darwins mechanisme van evolutie. Een Nederlandse vertaling van Mr. W.G. De Marez Oyens verscheen in 1925 bij uitgeverij Wereldbibliotheek onder de titel "De scheppende evolutie".

## La durée
Bergson aanvaardt het idee van evolutie, maar verwijt deze theorie een gebrek aan begrip voor wat het leven wezenlijk inhoudt. De natuur, en zo ook de mensheid, wordt volgens hem voortgestuwd door een vitale impuls, die niets mechanisch heeft. Een ander onderscheid dat hij maakt is dat de 'meetbare' tijd van de natuurwetenschappen - dus de wiskundige, objectief meetbare "kloktijd" niet overeenkomt met de echte tijd, la durée, de ervaren tijd.  Het boek was zeer populair in de eerste decennia van de twintigste eeuw.

## Leven en materie
De Engelse filosoof Bertrand Russell ziet de filosofie van Bergson als dualistisch:
De wereld bestaat voor hem uit twee ongelijksoortige delen: enerzijds het leven, anderzijds de materie, of liever dat innerlijk iets dat het verstand als materie beschouwt. Het gehele universum is een botsing en een conflict tussen twee tegenovergestelde bewegingen: het leven dat omhoog streeft, en de materie die omlaag valt. Het leven is één grote kracht, één geweldige, vitale impuls, die met de weerstand van de materie in botsing komt, daardoorheen tracht te breken, en langzaam maar zeker door organisatie leert de materie te gebruiken.

## L'élan vital
Bergson blijkt meer sympathie te hebben voor de teleologische versie van evolutie dan de mechanistische. Ze lijden beide echter aan het euvel dat ze niet erkennen dat evolutie iets essentieels nieuws kan maken. Darwinisten steunen immers op het verleden, en teleologen gaan ervan uit dat er een plan aan voorafgaat. Hij stelt daar het idee tegenover dat de evolutie zelf een scheppende kracht bezit, dus in staat is tot het creëren van iets nieuws. Dat noemt hij de vitale impuls (L'élan vital), een impuls tot handelen die bij voorbaat bestaat. Bergsons filosofie is eigenlijk een filosofische visie op de evolutieleer, en in zijn boek geeft hij dan ook vaak voorbeelden uit het dieren- en plantenrijk om zijn idee van de vitale impuls te illustreren. Hij schetst, uitgaande van de bestaande kennis over evolutie en biologie van zijn tijd, het begin van het leven op aarde ongeveer als volgt:
- de eerste opsplitsing is die tussen planten en dieren; de planten streven naar een opeenhoping van energie in een reservoir, terwijl de dieren hun energie gebruikten voor plotselinge, snelle bewegingen
- onder de dieren deed zich in een volgend stadium een nieuwe splitsing voor, doordat instinct en intellect min of meer van elkaar werden gescheiden.

Deze scheiding tussen instinct (intuïtie) en intellect vormt meteen ook de grondslag voor de filosofie van Bergson. Zijn concept beschrijft een gelijktijdige ontwikkeling van beide in de evolutie, waarbij het intellect voor de uitdaging staat om de inerte materie, de ongeorganiseerde natuur, te bezielen en in een richting te leiden.

## Invloeden
Schrijvers als Marcel Proust ("À la recherche du temps perdu") werden sterk door Bergsons concept van tijd beïnvloed. Ook bij andere modernistische auteurs duikt het motief op van de subjectief ervaren tijd (la durée) die niet mathematisch meetbaar is tenzij door de intuïtie. Invloed van zijn denken vinden we ook in het literaire werk van William Faulkner en Robert Frost, en bij de psychologen Pierre Janet en Jean Piaget.
Bergsons vitalisme beïnvloedde denkers en filosofen van allerlei slag, onder wie Pierre Teilhard de Chardin en Alfred North Whitehead.